# Arctic Warfare
Arctic Warfare ist die Bezeichnung für eine Reihe von Scharfschützengewehren, die seit 1982 vom britischen Waffenhersteller Accuracy International Ltd. (AI) produziert werden.

## Geschichte
Das von Accuracy International hergestellte PM (Precision Marksman) nahm am Anfang der 1980er-Jahre an einem Wettbewerb der britischen Streitkräfte teil. Bei diesem wurde ein Ersatz für die alten, von Lee-Enfield hergestellten Scharfschützengewehre (zum Beispiel dem L42A1), gesucht. Das Accuracy International PM konnte sich gegenüber dem Parker-Hale M85 durchsetzen und wurde von der britischen Armee als L96A1 mit einem Schmidt & Bender 6×42-Zielfernrohr eingeführt.
Einige Jahre später nahm Accuracy International mit einer verbesserten Version des PM – schon unter der Bezeichnung AW für Arctic Warfare – an der Ausschreibung des schwedischen Militärs teil, das ein neues Scharfschützengewehr beschaffen wollte. Diese Ausschreibung war der Anfang der Serie von Waffen mit der Bezeichnung Arctic Warfare.
Das Gewehr hat spezielle Enteisungseigenschaften, die es erlauben, die Waffe effizient bei Temperaturen um die −40 °C einzusetzen. Der Verschluss, der Bolzen, der Magazinauswurf und der Abzugsbügel des AW wurden vergrößert, um im Gebrauch mit dicken arktischen Fausthandschuhen die Benutzung des Gewehrs zu erleichtern. Diese Version wurde bei der schwedischen Armee ab dem Jahr 1988 als das Prickskyttegevär 90 (Psg 90) in Dienst gestellt.

## Details
Anstatt eines traditionellen hölzernen oder Polymer-Gewehrschaftes verfügt das AW über einen Aluminiumskelettrahmen, der die komplette Länge des Schaftes aufweist. Alle anderen Bestandteile, einschließlich des Griffstückes, werden direkt an diesem Gestell befestigt. Der Polymerschaft selbst besteht aus zwei hohlen Teilhälften, die mit zehn Inbusschrauben verbunden werden. Nur vier Schrauben verbinden die beiden Halbschalen mit dem Rahmen. Diese Bauart sorgt dafür, dass das AW sehr robust, aber auch leicht ist.
Das AW wird gewöhnlich mit einem Standard-Zweibein ausgestattet. Es lässt sich auf Kundenwunsch auch mit einem Erdsporn am Schaftende ausstatten.

## Modelle

### PM (Precision Marksman)

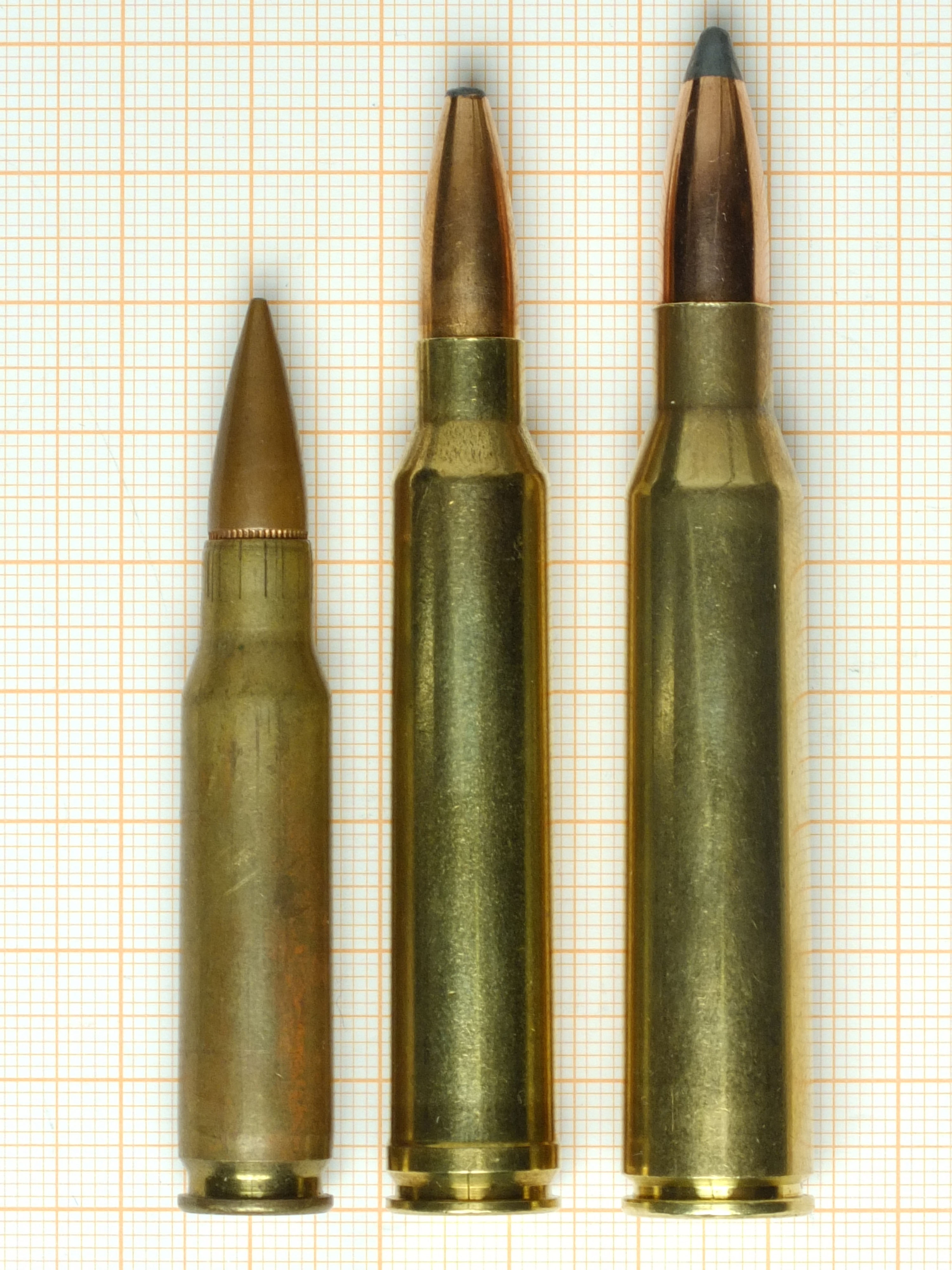
Patronen 7,62x51mm NATO (AW),
.300 WM (AWM) und
.338 Lapua (AWSM)

Das Precision Marksman, kurz PM, ist das Urmodell, aus dem sich die Arctic-Warfare-Gewehrfamilie entwickelte. Bei dem PM sind bereits viele Konstruktionsdetails zu erkennen, die beim späteren Arctic Warfare weiter verfeinert wurden. Das PM wurde von der British Army als L96 eingeführt. Ausgeliefert wurde das Gewehr im Kaliber 7,62 × 51 mm NATO.

### AW (Arctic Warfare)
Das Basismodell ist das Arctic Warfare. Es ist ein in Details verbessertes Psg 90, das wiederum auf dem PM basierte und von den schwedischen Streitkräften eingeführt wurde. Das AW wurde von der British Army als L118A1 eingeführt. Es nutzt wie seine Vorgänger das Kaliber 7,62 × 51 mm NATO.

#### AWF (Arctic Warfare Folding)
Beim Arctic Warfare Folding handelt es sich um ein Standard-AW, bei dem der Kolben seitlich klappbar ist. Das verkürzt die Gesamtlänge des Gewehres und erleichtert so den Transport. Alle AW-Modelle mit einem Klappschaft tragen das F-Kürzel am Ende der Typenbezeichnung. Das AWF wurde von der British Army als L118A2 eingeführt.

### AWP (Arctic Warfare Police)
Das Arctic Warfare Police (AWP) ist eine Version des AW für den polizeilichen Gebrauch. Es besitzt keinen Mündungsfeuerdämpfer und kein Korn. Bevor AI für alle AW-Varianten die Farben Grün und Schwarz anbot, war das AWP durch seinen schwarzen Schaft recht einfach von seinen militärischen Verwandten mit hellgrünem Schaft zu unterscheiden. Von daher war es leicht mit dem AE zu verwechseln, dessen Schaft ebenfalls schwarz ist. Es hat einen 24-Zoll-Lauf (610 mm) und wird normalerweise im Kaliber 7,62 × 51 mm NATO ausgeliefert. Andere Quellen sprechen aber auch von einer Verfügbarkeit des AWP in .243 Winchester.

### AWS (Arctic Warfare Suppressed)
Das Arctic Warfare Suppressed ist die schallgedämpfte Version des Standard-AW. Der etwas längere Schalldämpfer (24 Zoll, 610 mm) umschließt den 16-Zoll-Lauf (406 mm) komplett. Mit dem AWS kann auch herkömmliche Munition Kaliber 7,62 × 51 mm NATO verschossen werden. Da der Schalldämpfer jedoch nur den Mündungsknall, nicht aber den Überschallknall verhindert, wird normalerweise Unterschallmunition verwendet. Mit dieser Munition ist die Reichweite auf rund 180 m begrenzt.

### AWC (Arctic Warfare Covert)
Das Arctic Warfare Covert ist ein AWS mit Klappschaft (F). Das Besondere ist, dass das Covert in einem unauffälligen Hartschalenkoffer geliefert wird. Das Gewehr wird in die Baugruppen Schaft mit Kolben angeklappt (Zieloptik bleibt montiert), 16-Zoll-Lauf inklusive Schalldämpfer (Länge: 24 Zoll), Magazin, Zweibein und Verschluss zerlegt, um in den Koffer zu passen. Zusätzlich ist ein Fach für eine 20er-Packung 7,62×51-mm-Unterschallmunition vorhanden. Die Bundeswehr hat eine Abwandlung des AWC als G25 bei den Spezialkräften eingeführt.

### AWM (Arctic Warfare Magnum)

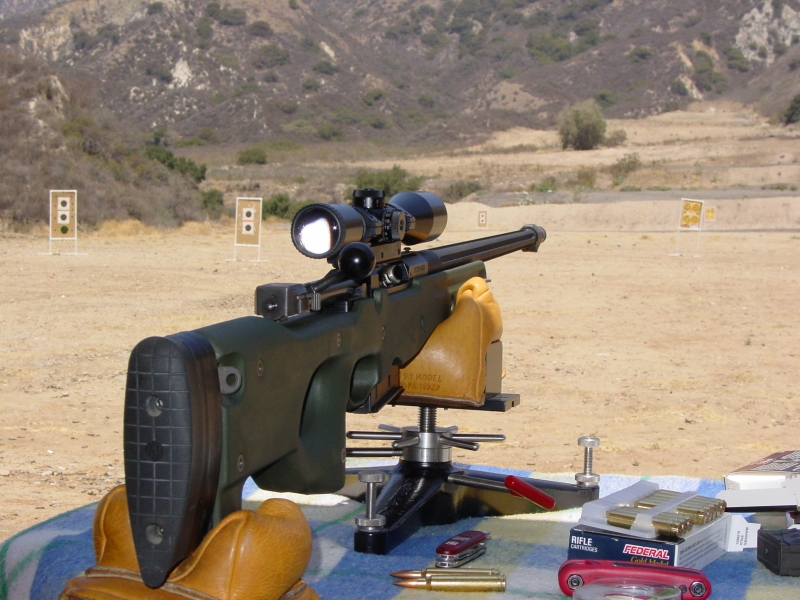
Eine Arctic Warfare Magnum

Das Arctic Warfare Magnum, kurz AWM, ist für das Kaliber .300 Winchester Magnum ausgelegt. Dafür mussten Kammer, Verschlusshülse und Schildzapfen vergrößert werden. Das AWM-F wurde unverändert von der Bundeswehr als G22 in geringer Stückzahl bedarfsmäßig eingeführt. Später wurde eine modifizierte Version des AWM-F als G22 ordonnanzmäßig eingeführt. Es unterscheidet sich vom AWM-F durch einen Erdsporn, einen Kornsattel samt Korn an der Mündung und einen kannelierten Lauf.

#### AWSM (Arctic Warfare Super Magnum)

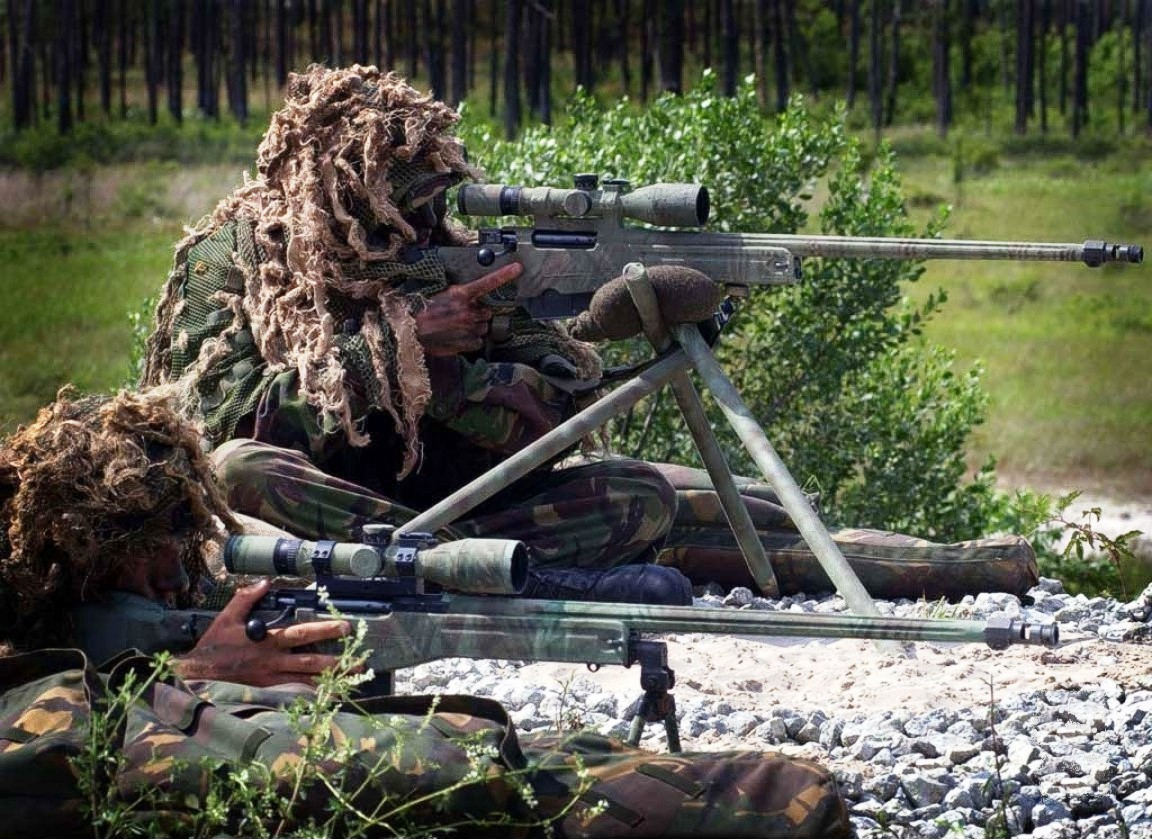
Royal Marines mit dem L115A1 (AWSM)

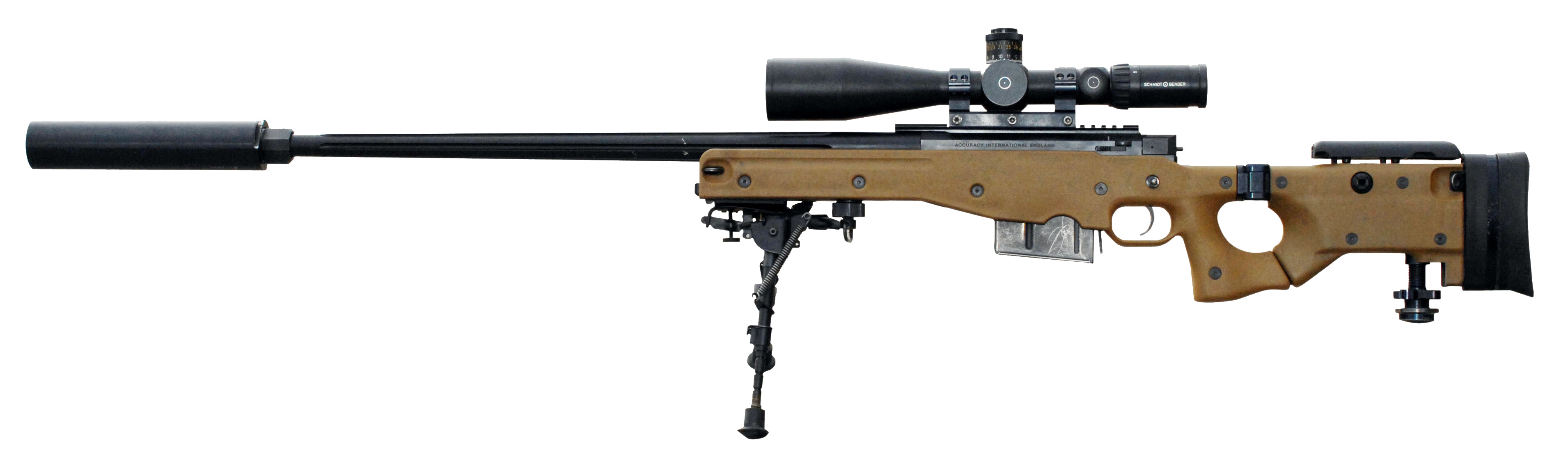
L115A3 mit Schalldämpfer

Beim Arctic Warfare Super Magnum handelt es sich um ein AWM im Kaliber .338 Lapua Magnum (8,6 × 70 mm). Der Lauf wurde auf 27 Zoll (686 mm) verlängert. Das AWSM wurde von der britischen Armee als L115A1 (AWSM) und L115A2 (AWSM-F) eingeführt. Das weiter verbesserte Modell L115A3 verfügt über eine neue Mündungsbremse, welche um einen Schalldämpfer ergänzt werden kann. Das Modell L115A4 ist in der Lage, schwerere Geschosse (300 gr; 19,4 g) zu verschießen; dafür wurden die Magazine verlängert und der Magazinschacht entsprechend angepasst.

### AW50 (Arctic Warfare .50 Kaliber)

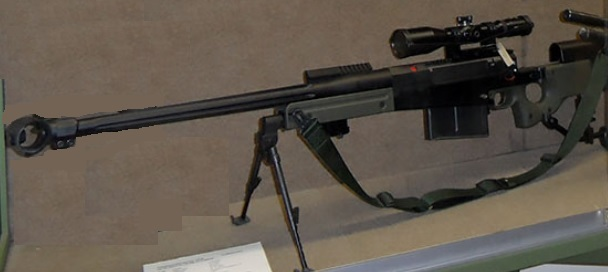
AW50

Das Arctic Warfare 50, kurz AW 50, ist ein überarbeitetes AW, welches Munition im Kaliber 12,7 × 99 mm NATO verschießt. Das AW50 wurde von der British Army als L121A1 eingeführt. Das AW50 wurde von der Bundeswehr als G24 bei den Spezialkräften eingeführt.

#### AW50F
Die Australian Defence Force nutzt als bisher einzige Streitkraft ein AW50, das mit einem umklappbaren Schaft ausgestattet ist.

### AE (Accuracy Enforcement)
Das preisgünstigste Modell der Arctic-Warfare-Gewehrfamilie ist das Accuracy Enforcement (AE). Es ist eine kostengünstige Version des AW für Polizeibehörden. Das AE hat keine Verstellmöglichkeiten am Schaft und wird nur im Kaliber 7,62 × 51 mm NATO und mit 610 mm langem Lauf ausgeliefert.
|              | PM                | AW                | AWF               | AWP               | AWS               | AWC               | AWM                    | AWM-F                  | AWSM                     | AWSM-F                   | AW50                        |
| ------------ | ----------------- | ----------------- | ----------------- | ----------------- | ----------------- | ----------------- | ---------------------- | ---------------------- | ------------------------ | ------------------------ | --------------------------- |
| British Army | L96               | L118A1            | L118A2            |                   |                   |                   |                        |                        | L115A1                   | L115A2/A3*/A4*           | L121A1                      |
| Bundeswehr   |                   |                   |                   |                   |                   | G25               |                        | G23/G22*               |                          |                          | G24                         |
| Patrone      | 7,62 × 51 mm NATO | 7,62 × 51 mm NATO | 7,62 × 51 mm NATO | 7,62 × 51 mm NATO | 7,62 × 51 mm NATO | 7,62 × 51 mm NATO | .300 WM (7,62 × 67 mm) | .300 WM (7,62 × 67 mm) | .338 Lapua (8,6 × 70 mm) | .338 Lapua (8,6 × 70 mm) | .50 BMG (12,7 × 99 mm NATO) |

- mit im Text erläuterten Abweichungen.

## Sonderversionen

### AS50 (Arctic Semi-automatic .50 Kaliber)
Das Arctic-Semi-automatic-50-Gewehr (AS50) ist ein Selbstlade-Scharfschützengewehr im Kaliber 12,7 × 99 mm NATO. Es wurde als Gemeinschaftsprojekt von AI und dem amerikanischen Naval Surface Warfare Center entwickelt.

### AICS (Accuracy International Chassis System)

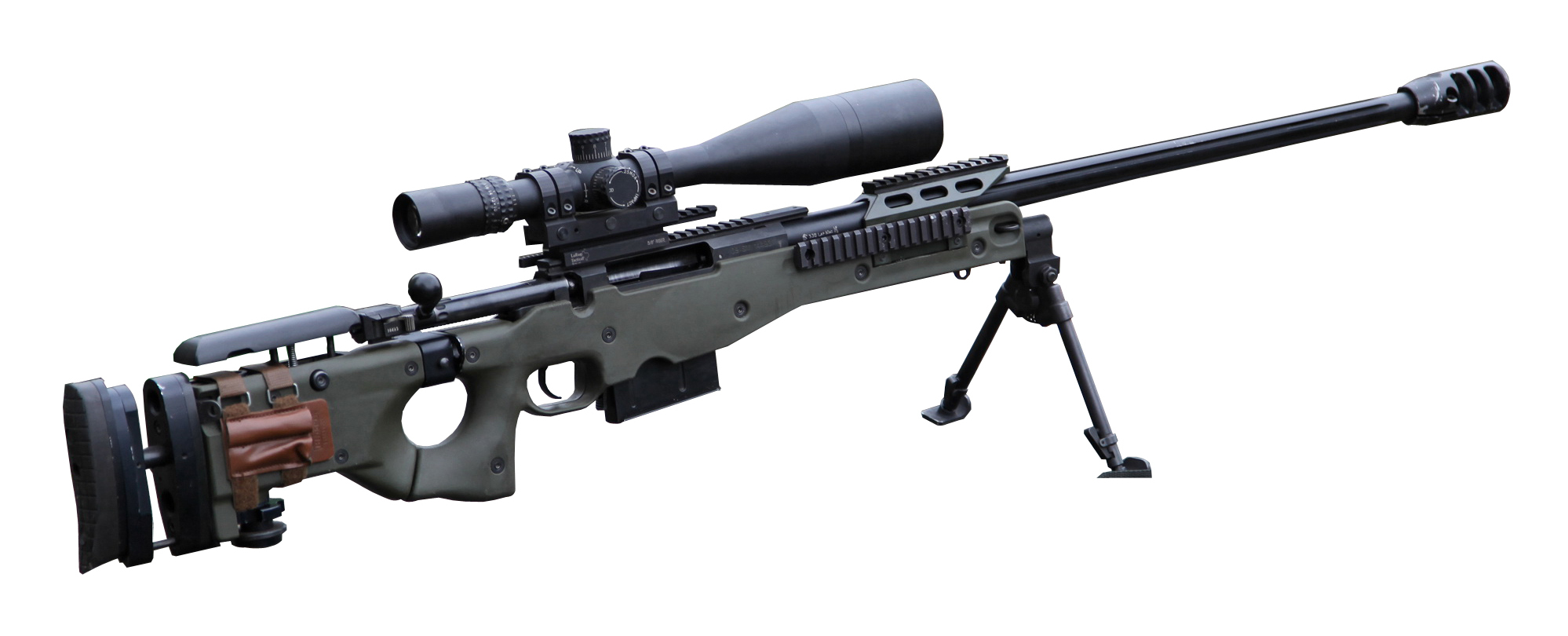
AWM 338 Lapua Magnum AICS 2.0

Beim Accuracy International Chassis System kommt AI den Nutzern des – vor allem bei Sportschützen in den Vereinigten Staaten – beliebten Remington-700-Systemes entgegen. Es nutzt den Schaft des AW, auf dem der Lauf inklusive Abzug und Magazinschacht montiert werden kann. Dies ist eine kostengünstigere Variante gegenüber einem originalen Arctic Warfare. Diese Varianten sind in der Regel an den für AI untypischen Rückstoßminderern sowie am Repetierverschluss zu erkennen. Der Verschluss beim Remington System ist rund bzw. zylindrisch, während er beim AW vierkantig ist.
Es können Läufe in verschiedenen Kalibern montiert werden, dazu gehören .243 Winchester, 7,62 × 51 mm NATO, .30-06 Springfield, 7-mm-Magnum, .300 Winchester Magnum und .338 Lapua Magnum.
Es sind drei Versionen zu unterscheiden, die sich nur in den Farben Grün und Schwarz sowie einigen Details unterscheiden:
- Version 1.0: fester Schaft, keine Modifizierungsmöglichkeiten
- Version 1.5: fester Schaft, höhenverstellbare Wangenauflage
- Version 2.0: klappbarer Schaft, höhenverstellbare Wangenauflage

## Zielfernrohr
Serienmäßig ist das Arctic Warfare mit einem Schmidt & Bender Police-Marksmen-II-Zielfernrohr mit fester oder variabler Vergrößerung ausgerüstet. Accuracy International fördert aktiv das in Deutschland von Schmidt & Bender hergestellte PM-II-Zielfernrohr als ein Teil der Arctic-Warfare-Produktfamilie und führt es als einziges Zielfernrohr in seinen Preislisten auf. Diese Unterstützung ist für einen Gewehrhersteller recht ungewöhnlich und sehr selten.

## Nutzerstaaten
- Bangladesch[16]
- Deutschland – AWM-F als G22, AW50 als G24, AWC als G25[17], wobei G24 und G25 nur bei den Spezialkräften Verwendung finden[18].
- Russland – AWM nur für Sondereinheiten[19][20]
- Schweden – AW als Psg 90[21]
- Vereinigtes Königreich – PM als L96, AW als L96A1, AWSM als L115/A1/A3, AW50 als L121/A1, AWC (22. SAS)